# 中野正俊
中野 正俊（なかの まさとし、1941年（昭和16年）7月9日 - 2009年（平成21年）7月4日）は、日本の法学者。亜細亜大学教授、中華民国法務部顧問。専門は信託法。

## 略歴
1941年（昭和16年）7月9日、香川県に生まれる。1967年（昭和42年）に日本大学法学部を卒業し、1977年（昭和52年）に法政大学大学院博士課程を単位取得後退学する。1973年（昭和48年）にイギリス・ブリストル大学に留学する。
1979年（昭和54年）に岩手大学人文社会学部専任講師、1984年（昭和59年）に亜細亜大学法学部専任講師、1985年（昭和60年）に同大学助教授を経て、1990年（平成2年）に同大学教授に就任する。
また、中華民国法務部顧問（信託法研究制定委員）を務めた。2009年（平成21年）7月4日に死去、67歳。

## 著書
- 『割賦・訪問・通信販売の法律知識』（三一書房、1983）
- 『信託法判例研究』（酒井書店、1985）
- 『信託法講義』（酒井書店、2005）
- 『信託法判例研究』新訂版（酒井書店、2005）

## 翻訳
- 『韓国信託法概論』張亨竜（著）（有信堂高文社、1992）

## 監修
- 『アメリカ信託法』日本信託銀行信託法研究会（著）（有信堂高文社、1993）

## 参考
- 『現代物故者事典2009-2011』（日外アソシエーツ、2012）
- 『信託法講義』